# Indoktrináció
Az indoktrináció (a latin nyelvből: doctrina - tan, tanítás, tudományos elmélet, rendszer) ellentmondást nem tűrő nevelés, az emberek célzott manipulációja az információk ellenőrzött szűrésén keresztül. Célja ideológiai szándékok érvényesítése, a kritika kiküszöbölése. Fő módszere a sulykolás, az ismétlésen alapuló tanítás. Szélesebb értelemben a szocializáció része lehet.
A köznyelvben pejoratív hangulatú szó, rokon az agymosással vagy a szocializáció más negatív formáival. Semleges értelemben azonban jelentheti a kulturális értékek átvitelének pozitív és negatív formáit egyaránt, és mint a tanultak ismétlése, bevésése, minden oktatási tevékenység része.
Társadalmi méretekben az indoktrináció lényeges jellemzője, központi módszere a propaganda. A diktatúrákban hatalom kezében lévő tömegtájékoztatás révén az információk megjelenítésének formája torz, egyoldalú, cenzúrázott Az uralkodó ideológiának ellentmondó információkat visszatartják, kifejezésre juttatását hátrányokkal vagy konkrét büntetésekkel fenyegetik.
A tömegtájékoztatás és a tekintélyelvű, vallási vagy politikai indíttatású oktatási formák ellenőrizetlen monopóliuma a nem-diktatórikus berendezkedésű államokban is elősegítheti az indoktrinációt. A rendszer (látszólag) pozitív aspektusait eltúlozzák, míg a kritikus vagy népszerűtlen információkat elnyomják.

## Története
Az indoktrináció és a nevelés megkülönböztetése újkori jelenség. A középkorig az oktatás, nevelés elsősorban vallási környezetben történt, ahol a nevelés és az indoktrináció szinonim, egy jelentésű fogalmak voltak. A felvilágosodás kora óta azonban elterjedt az a felfogás, ami szerint az indoktrináció és a nevelés egymást kizáró fogalmak. Az indoktrinációt leginkább szándékoltnak vagy másképp az iskolai oktatás strukturális összetevőjének tekintették a rejtett tanterv értelmében. A Szovjetunió összeomlása után az oktatási vitákban az indoktrinációt elsősorban a zárt, totalitárius társadalmak jellegzetességének tekintették.

## Fordítás
- Ez a szócikk részben vagy egészben  az   Indoktrination című német Wikipédia-szócikk ezen változatának fordításán alapul.  Az eredeti cikk szerkesztőit annak laptörténete sorolja fel. Ez a jelzés csupán a megfogalmazás eredetét és a szerzői jogokat jelzi, nem szolgál a cikkben szereplő információk forrásmegjelöléseként.
- Ez a szócikk részben vagy egészben  az   Indoctrination című angol Wikipédia-szócikk ezen változatának fordításán alapul.  Az eredeti cikk szerkesztőit annak laptörténete sorolja fel. Ez a jelzés csupán a megfogalmazás eredetét és a szerzői jogokat jelzi, nem szolgál a cikkben szereplő információk forrásmegjelöléseként.